# Rẽ Eskimo
Rẽ Eskimo (danh pháp hai phần: Numenius borealis) là một loài chim trong họ Scolopacidae.